# Монтеу-Роэро
Монтеу-Роэро (итал. Monteu Roero) — коммуна в Италии, располагается в регионе Пьемонт, в провинции Кунео.
Население составляет 1650 человек (2008 г.), плотность населения составляет 67 чел./км². Занимает площадь 24 км². Почтовый индекс — 12040. Телефонный код — 0173.
Покровителем коммуны почитается святитель Николай Мирликийский, празднование 6 декабря.

## Демография
Динамика населения:

## Администрация коммуны
- Официальный сайт: